# Siège de Meulan
 (août 2021).
Si vous disposez d'ouvrages ou d'articles de référence ou si vous connaissez des sites web de qualité traitant du thème abordé ici, merci de compléter l'article en donnant les références utiles à sa vérifiabilité et en les liant à la section « Notes et références ».
Guerre de Cent Ans
Batailles
Le siège de Meulan, également appelé prise de Meulan, a lieu le 11 avril 1364, et oppose les troupes de Charles le Mauvais, roi de Navarre, qui tiennent la ville, aux troupes du maréchal de Boucicault et de Bertrand du Guesclin.

## Contexte
Le roi Jean le Bon parti pour Londres à la fin de 1363, le dauphin Charles duc de Normandie prend la régence et décide, au début de l’année 1364, d’entamer une campagne de reconquête et charge le maréchal de Boucicault d’aller rejoindre Bertrand du Guesclin qui assiège le château de Rolleboise et de reprendre Mantes et Meulan aux mains de Charles le Mauvais.

## Le siège et la prise de la ville
Louis, duc d'Anjou, Bertrand du Guesclin, Jean III de Chalon, comte d'Auxerre, Antoine, sire de Beaujeu, assiégeaient Rolleboise depuis quelques semaines au moment où le maréchal de Boucicault, arrivant par Saint-Germain-en-Laye, apporte l'ordre du roi exigeant de s'emparer à tout prix de Mantes et de Meulan.
Afin de ne pas lever le siège de Rolleboise, les deux capitaines imaginent un stratagème.
Après avoir pris Mantes le 7 avril 1364, une troupe de Bretons commandée par Bertrand du Guesclin, chevauche en toute hâte vers Meulan où ils se disent envoyés par Guillaume de Gauville, capitaine d'Évreux pour le roi de Navarre, Charles le Mauvais.
On les croit sur parole, on leur ouvre les portes et Meulan subit le même sort que Mantes. Les maisons sont livrées au pillage et une partie de la population est massacrée.
Une autre version indique qu'après la prise de Mantes, les troupes de Du Guesclin prirent Rolleboise avant de se diriger avec les machines de guerre pour assiéger Meulan. Après avoir positionné son armée, Du Guesclin lance l'assaut et parvient à prendre la ville, les défenseurs se réfugiant dans une tour. Après avoir demandé au gouverneur, par deux fois, de se rendre, les Français minent la tour obligeant les assiégés à se rendre.

## Variantes sur le siège
Il existe au moins deux versions concernant le récit de la prise de Mantes : 
- Le récit de Froissart dans ses chroniques (1369-1373) ;
- Le récit rapporté par Paul Hay, fils, chevalier, seigneur du Châtelet dans son ouvrage l'histoire de Bertrand Du Guesclin connétable de France et des royaumes de Léon, de Castille, de Cordoue et de Séville, duc de Molines, comte de Longueville, etc. (1664).

### Version Froissart
Le texte reproduit ici provient des Chroniques de Froissart écrit en vieux françois. Il est remanié en français moderne pour les mots courants :
« Et tantos incontinent qu'ils furent entrés dans Mantes, une route de Bretons, avec Du Guesclin, part à cheval pour férir Meulan situé à 1 lieue de là et entrent dans la ville assez soubtievement.

Ils disent qu'il sont des gens d'armes que messires Guillaume de Gauville, capitaine d'Evrues envoi là et qu'un même nombre ou plus étaient à Mantes. Les gardes de Meulan cuidèrent qu'ils disaient la vérité malgré le fait qu'ils soient venus par le chemin de Mantes et ouvrirent les barrières et les portes de la ville. Les bretons se saisirent alors des portes en criant Saint Yve ! Claikin ! et commencèrent à occire et à décoper ces gens qui furent tout esperdu et prisent à fuir et à se sauver qui mieuls mieulz, quand ils se virent déçu et trahi. »

### Version Paul Hay
Le texte n'est pas reproduit en vieux français comme pour celui de Froissart car cela n'offre aucun intérêt
Après la prise de Rolleboise, Bertrand du Guesclin se rend à Mantes pour rejoindre le comte d'Auxerre, prendre les machines de siège qu'il avait fait préparer afin de mettre le siège devant Meulan.
Meulan était une ville importante du roi de Navarre, car c'était une ville riche, grande, bien peuplée, ceinte de bonnes murailles avec une forte tour et un pont fortifié qui donnait le passage sur la Seine. Aucun bateau ne pouvait passer ce pont sans payer un droit de passage, dont on tirait assez d'argent pour entretenir une garnison suffisante à défendre un poste aussi avantageux. Toutes ces considérations obligèrent Du Guesclin à assiéger Meulan.
Il partit donc de Mantes accompagné des milices bourgeoises de Rouen qui avaient assiégé Rolleboise.
Du Guesclin somma la garnison et les bourgeois de Meulan, mais le gouverneur refusa la reddition. Il fit même voir au héraut français que la population se préparait à défendre la place. À son retour, le héraut indiqua ce qu'il avait vu en ville et faisant savoir qu'il pourrait s'agir d'un siège long.
Du Guesclin fait avancer son armée, la met en bataille dans la prairie le long de la Seine, à la vue des murailles et ordonne aux officiers de faire des quartiers pour le campement des troupes et placer les machines de siège. Il fait avec ses lieutenants le tour de la place pour juger du lieu où il affaiblirait les défenses.
Le lendemain, à la pointe du jour, Du Guesclin paraît au milieu de ses troupes et fait donner l'assaut. Des échelles sont plantées de tous les côtés des murailles la ville et à la tête de 200 hommes, il se rend à la porte, fait rompre les barrières à coups de hache et ayant fait jeter un pont pour arriver à celui de la ville qui avait été levé met lui-même le feu et ensuite fait enfoncer la porte. Alors les assiégés perdirent courage et leurs gens de guerre en se retirant dans la tour abandonnèrent et la ville et les bourgeois. Tout y fut pillé, tout y fut mis à mort ou à rançon.
La tour était forte, bien défendue et pleine de vaillants hommes d'armes. Du Guesclin s'avançant sur le fossé fait appeler le gouverneur et lui dit que s'il voulait sortir sans combat, il la recevrait au nom du Régent et qu'il lui donnerait un sauf-conduit pour aller avec ses compagnons en toute liberté là où il lui plairait. Le gouverneur lui répondit « vous prendrez cette tour quand vous aurez des ailes, car si vous ignorez l'art de voler, je ne redoute point tous vos efforts ». Cette réponse fit connaitre que les assiégés attendraient les dernières limites.
On fit tirer sur la tour, mais les murailles étaient si épaisses et si dures que les boulets n'y faisaient aucun effet. Du Guesclin commanda à ses travailleurs de miner les fondements de la tour avec de grosses pièces de bois pour soutenir le bâtiment, qu'ils voulaient ruiner, puis ils enduisaient ces merrains de matière combustible et y mettaient le feu. Les étais brûlaient et les édifices ainsi minés s'effondraient.
Une seconde sommation fut faite à laquelle le gouverneur répondit de nouveau négativement. Les mines étant prêtes, le feu fut mis aux merrains et la tour se fendit si bien que la moitié tomba dans les fossés. Les défenseurs implorèrent la clémence et le vainqueur leur laissa la vie et envoya les prisonniers à Paris.
La ville et la tour prise, le Dauphin demanda que l'on abattit le reste de la tour avec les murailles de la ville, que l'on fortifie le pont et qu'on y laissa une bonne garnison pour le conserver et pour empêcher les ennemis de s'en prévaloir.

## Conséquences

1365 : la France après les traités de Brétigny et de Guérande.
Territoires contrôlés par Édouard III
Territoires cédés par la France à l'Angleterre par le traité de Brétigny
Territoire du duché de Bretagne, allié aux Anglais

Le roi de Navarre fut très courouciés quand il connut la manière dont furent prises les villes de Mantes et de Meulan. Rapidement, il mit des gardes et des capitaines especiaulz dans ses villes et ses châteaux. Les pertes de Meulan et de Mantes lui firent grand dommage car ces villes étaient de belles entrées sur la France.
Peu de jours après, les troupes de Bertrand du Guesclin prennent les places fortes de Vernon, Vétheuil et de Rosny permettant au roi de France d'assurer la circulation et les échanges de marchandises par voie terrestre et fluviale entre Rouen et Paris.